# Acridoxena hewaniana
Ne doit pas être confondu avec Ellatodon blanchardi.
Sous-famille
Genre
Espèce
Acridoxena hewaniana est une espèce d'orthoptères de la famille des Tettigoniidae, la seule du genre Acridoxena et de la sous-famille des Acridoxeninae.

## Distribution
Cette espèce se rencontre en Afrique tropicale.

## Description
Comme chez Ellatodon blanchardi, le pronotum de l'espèce se pare d'épines imitant les feuilles. De nombreux caractères permettent cependant de différencier les espèces : Les ailes d' Acridoxena sont relativement courtes et ne dépassent pas l'apex de l'abdomen tandis que celles d' Ellatodon le dépassent de plusieurs centimètres ; l'ovipositeur d' Acridoxena est court et mesure autant que le pronotum alors que celui d' Ellatodon est plus long que le corps ; pour finir, Acridoxena possède des extensions foliacées sur les pattes, très visibles sur les tibias des pattes avant.

## Référence
- Smith, 1865 : On Acridoxena a new Genus of the familly Gryllidae. Proceedings of the Royal Physical Society of Edinburgh, vol. 3, p. 309-310
- Zeuner, 1936 : The prothoracic tracheal apparatus of Saltatoria (Orthoptera). Proceedings of the Royal Entomological Society of London, vol. 11, n. 1/2, p. 11-22